# Liste des évêques de Växjö

Armoiries de l'évêque de Växjö.

L'évêque de Växjö est un prélat de l'Église de Suède. Il est à la tête du diocèse de Växjö et siège à la cathédrale de Växjö.

## Liste des évêques de Växjö

### Jusqu'à la Réforme
- vers 1000 : Sigfrid (légendaire)
- 1170 : Balduinus
- 1180-1192 : Stenar
- 1205 : Johannes Erengislonis
- 1241 : Gregorius
- 1257 : Forcondus
- 1261-1287 : Ascer
- 1287-1291 : Boetius Haetta
- 1294-1319 : Magnus
- 1320-1343 : Boetius
- 1344-1376 : Thomas Johannis
- 1376-1381 : Henricus Gödechini
- 1382-1386 : Petrus Johannis Lodehat
- 1388-1406 : Hemmingius Laurentii
- 1408-1426 : Eskillus Thorstani
- 1426-1438 : Nicolaus Ragvaldi
- 1440-1465 : Laurentius Michaelis
- 1468-1474 : Gudmundus Nicolai
- 1475-1492 : Nicolaus Olavi
- 1494-1530 : Ingmarus Petri

### Depuis la Réforme
- 1530-1542 : Jonas Boetii
- 1553-1576 : Nicolas Canuti
- 1576-1583 : Andreas Laurentii Björnram
- 1583-1595 : Nicolaus Stephani
- 1595-1630 : Petrus Jonae Angermannus
- 1632-1646 : Nicolaus Krokius
- 1647-1649 : Joannes Baazius l'Ancien
- 1649-1651 : Johannes Laurentii Stalenus
- 1651-1667 : Zacharias Lundebergius
- 1667-1675 : Johannes Baazius le Jeune
- 1675-1687 : Jonas Johannis Scarinius
- 1688-1703 : Samuel Wiraenius
- 1703-1708 : Olaus Cavallius
- 1711-1729 : David Lund
- 1730-1741 : Gustaf Adolf Humble
- 1742-1748 : Erik Alstrin
- 1749-1787 : Olof Osander
- 1787-1800 : Olof Wallquist
- 1800-1823 : Ludvig Mörner
- 1824-1846 : Esaias Tegnér
- 1847-1860 : Christoffer Isak Heurlin
- 1860-1879 : Henrik Gustaf Hultman
- 1879-1884 : Johan Andersson
- 1894-1916 : N.J.O.H. Lindström
- 1917-1928 : Ludvig Lindberg
- 1928-1932 : Edgar Reuterskiöld
- 1933-1937 : Samuel Stadener
- 1938-1950 : Yngve Brilioth
- 1950-1962 : Elis Malmeström
- 1962-1970 : David Lindquist
- 1970-1972 : Olof Sundby
- 1973-1991 : Sven Lindegård
- 1991-1994 : Jan Arvid Hellström
- 1995-2006 : Anders Wejryd
- 2006-2010 : Sven Thidevall
- 2010-2015 : Jan-Olof Johansson
- depuis 2015 : Fredrik Modéus